# Bicyclette au Vésinet
Bicyclette au Vésinet est un tableau du peintre français Léon-François Comerre réalisé en 1903. Cette huile sur toile est le portrait d'une jeune femme debout à côté de sa bicyclette sous un arbre du Vésinet, dans les Yvelines. Elle est conservée au Petit Palais, à Paris. Le peintre représente sa fille George, surnommée Géo, à l'âge de quatorze ans, lors d'une de leur balade en bicyclette.

## Description
George se tient debout et est représentée en pied dans ce grand tableau. Elle regarde de manière affirmée le spectateur, une main sur la hanche et l'autre main sur sa monture. Elle porte une chemise avec une jupe-culotte. Géo incarne une jeune fille moderne du début du XXe siècle.
L'artiste affirme une esthétique académique, par la finesse et la précision des traits de la toile, mêlées à un coloris équilibrant oscillant entre des teintes vertes, brunes et blanches. Néanmoins, il représente un sujet moderne avec un élément (la bicyclette) caractéristique du siècle des révolutions.
Comerre a cherché une pose qui est naturelle au modèle, tout en ayant une expression animée.

## Bicyclette
Au-delà d'être une représentation d'une jeune femme moderne, cette œuvre nous parle aussi de la révolution de l'invention de la bicyclette.
A la fin du XIXe siècle, les activités physiques sont vus comme des loisirs de la noblesse et de la haute bourgeoisie. Alors que beaucoup d'activités n'étaient pas accessibles aux classes populaires, la bicyclette a un succès foudroyant.
Alors que les femmes n'étaient pas autorisées à faire de l'activité physique, et que l'équitation est la seule alternative pour les femmes ayant un capital économique suffisant, les femmes des classes populaires vont s'emparer de la bicyclette. Elle devient un moyen de locomotion offrant une grande liberté de mouvement aux femmes, accélérant leur émancipation.
La bicyclette devient donc le symbole d'une époque nouvelle.